# Spärrfjällskivling
Spärrfjällskivling (Lepiota aspera) är en svampart som först beskrevs av Christiaan Hendrik Persoon, och fick sitt nu gällande namn av Lucien Quélet 1886. Lepiota aspera ingår i släktet Lepiota och familjen Agaricaceae.   Inga underarter finns listade i Catalogue of Life.
I den svenska databasen Dyntaxa används istället namnet Echinoderma aspera för samma taxon.  Arten är reproducerande i Sverige.

## Källor

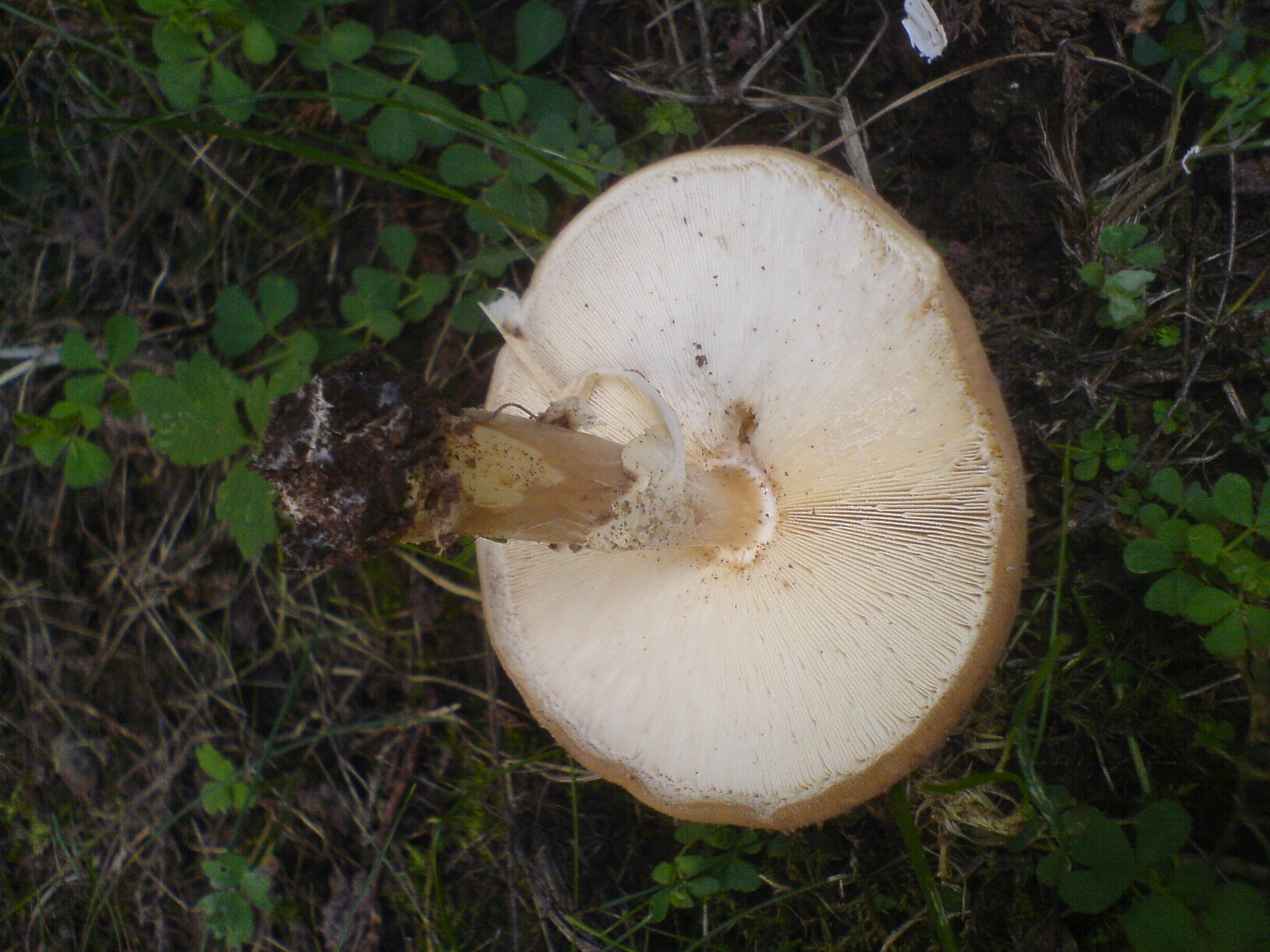
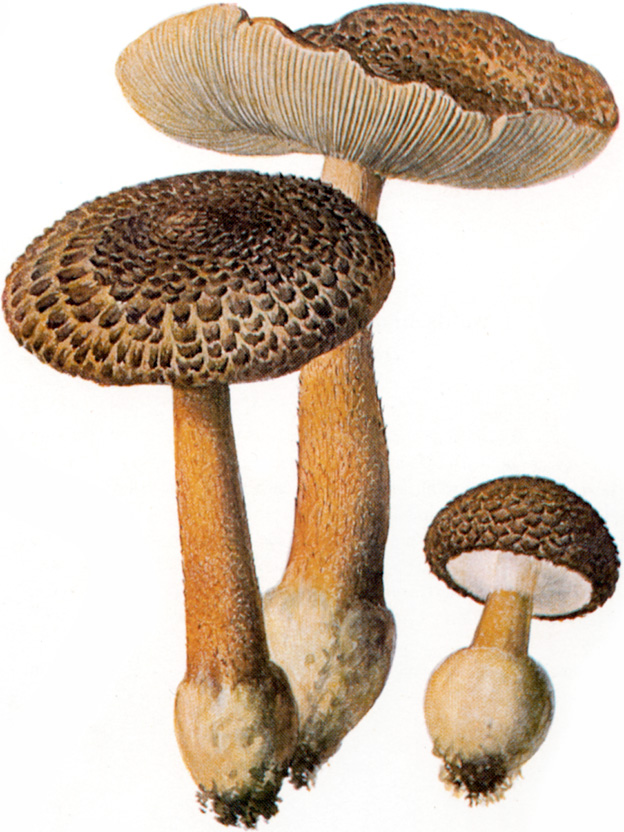
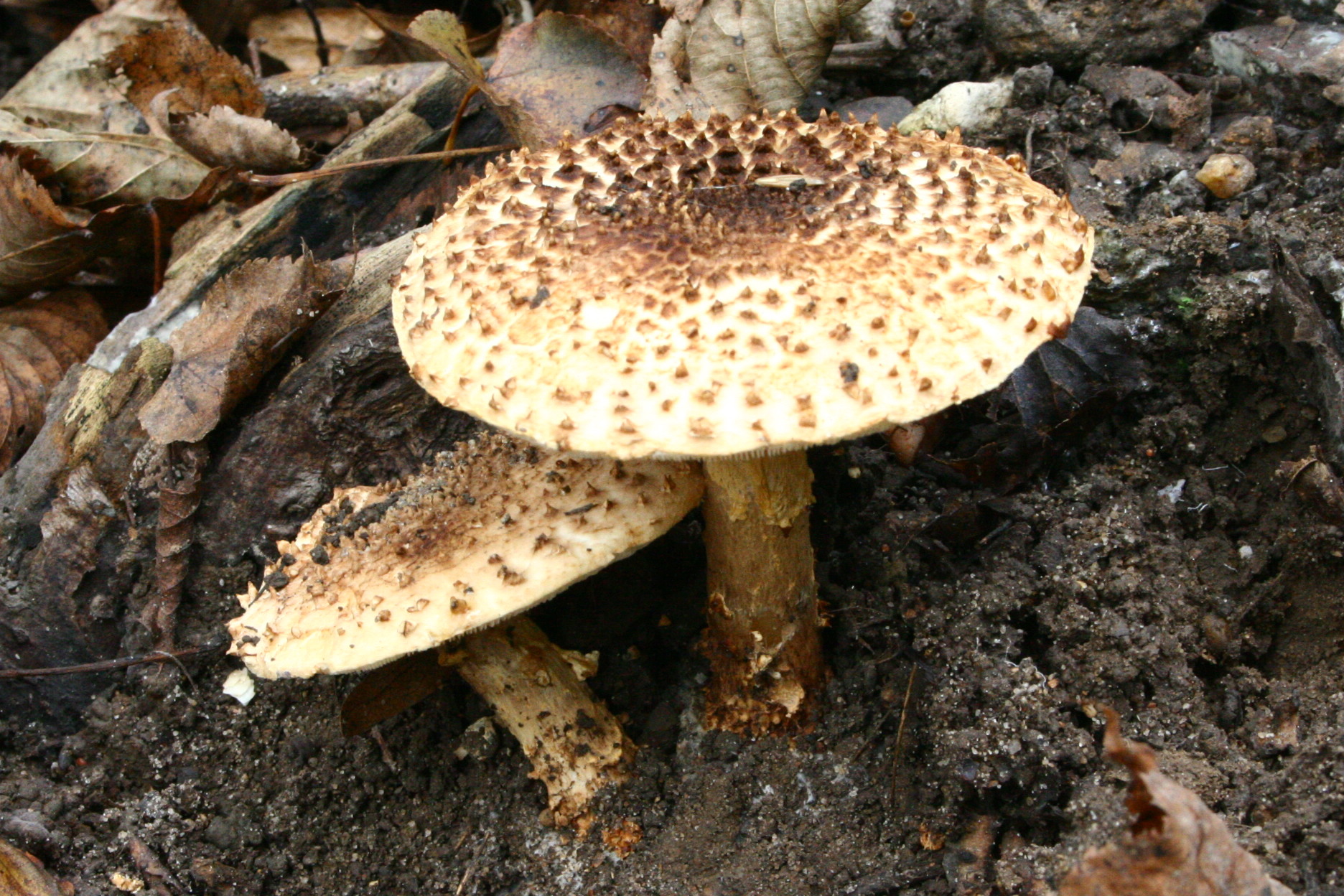